# Марија (ћерка Маврикија)
Марија или Маријам била је, према хроникама Михаила Сиријског из 12. века, ћерка византијског цара Маврикија и супруга сасанидског персијског шах Хозроја II.

## Историчност
Ширин. Хришћанска - Краљица - Мит о љубави. Жена касне антике - Историјска стварност и књижевни ефекат (2004) Вилхелма Баума испитује изворе који се тичу Марије и њеног односа са другом супругом Хозроја II, Ширин. Историјска поставка за брачни савез између династије Јустинијана и Сасанида одиграла се 590. У то време је Хозроје био принц у егзилу који је тражио помоћ од Маврикија да поврати престо од узурпатора Бахрама Чобина.
Фердовси у Шахнамеху извештава да су се Хозроје и Ширин венчали пре његовог прогонства. Себеос извештава да је Ширин родом из Хузестана, док Хроника из Едесе наводи да је Ширин Асирске народности, што имплицира порекло из Асористана. Равзат ас-сафаʾ од Мир Хванда сматра да је Ширин првобитно била слуга у кући коју је посетио Хозроје и тамо је представљена будућем монарху. Сви каснији извештаји су непоуздани и на њих могу утицати легенде.
Марија је у значајној мери одсутна у византијским изворима. Уместо тога, она се појављује у извештајима Хронике из Едесе, Дионисија Телмахаренсија (сачуваног у Хроници из 1234. године), Мухамеда ибн Џарира ел Табарија, патријарха Евтихија из Александрије, Фердовсија, Хронике Сирта, Михаила Сиријског, Бар Хебриуса и Мир Хванда. Хроника Сирта и Мари ибн Сулејмана јединствена је по томе што се помиње да се Марија такође звала "Ширин" и по изједначавању две фигуре. Обе је представљају и као ћерку Маврикија. Међутим, Теофилакт Симоката, нај детаљнији историјски извор о Маврикију, је никада не спомиње.
Што се тиче њене старости, Баум примећује познате чињенице о Маврикијевом браку. Маврикије и његова супруга Константина венчали су се у аугусту 582. Ако је легитимно дете Маврикија, Марја би 590. године имала мање од осам година. Деветеро деце Маврикија и Константине, која су именована у примарним изворима, шест синова (Теодосије, Тиберије, Петар, Павле, Јустин, Јустинијан) и три кћери (Анастасија, Теоктиста, Клеопатра).
Шахнамех садржи причу о Марији која умире, отрована од стране Ширин. У каснијим текстовима појављују се касније приче о њима као супарничким краљице. У неколико случајева њихова борба се заснива на покушају уздизања различитих наследника на престо. Примарни извори говоре да је Широје (Кавад II) био најстарији Хозројев син, али не и син Ширин. Према различитим изворима Марија као његова мајка, са Ширин која подржава свог сина, Марданшаха.
Баум сматра Ширин историјским ликом, Марија је фигура легенде, која можда потиче од историјске Марије из Византијског царства, која је била припадник харема Хозроја II, али ни краљица, ни царска принцеза.